# لیمس دانوبی
لیمس دانوبی (آلمانی: Donaulimes) مرزی (لیمسی) بود که در حاشیه رود دانوب قرار گرفته‌است. بقایای این مرز و بقایای پایگاه‌های آن امروز در ایالت بایرن آلمان و کشورهای اتریش، اسلواکی، مجارستان، کرواسی، صربستان، بلغارستان و رومانی قرار گرفته‌است.
اگرچه که دانوب در همه نواحی توسط رومیان به عنوان مرز نظامی استفاده نمی‌شد و بنا به فتوحات نظامی مرز در شمال یا جنوب آن تعیین می‌گشت اما در بسیاری از نقاط رود دانوب به عنوان یک ساختار دفاعی تقریباً دائمی مدنظر بود.
مرز با برج دیدبانی و کاستروم تقویت می‌شد اما برخلاف لیمس نکار-اودنوالد در اینجا ماهیت باتلاقی و شاخه‌ای حاشیه رود دانوب اجازه ساخت خاکریز دفاعی را نمی‌داد. پایگاه‌های این مرز در میانه قرن اول پس از میلاد ساخته شدند و بعدها در دوران تراژان دیوارهای سنگی به جای خاکریزها در پیرامون پایگاه‌ها ساخته شد.
جاده‌های رومی در این ناحیه در طول مرز قرار گرفته بود تا پایگاه‌ها رومیان را به هم متصل نماید و تا دلتای دانوب ادامه داشت.

## بخش‌ها
به دلیل طول زیاد مرز لیمس دانوبی به سه بخش تقسیم می‌شود.
- لیمس ژرمنی-رائتیان بالا
- لیمس نوریک
- لیمس پانونیایی
- لیمس موئسیایی

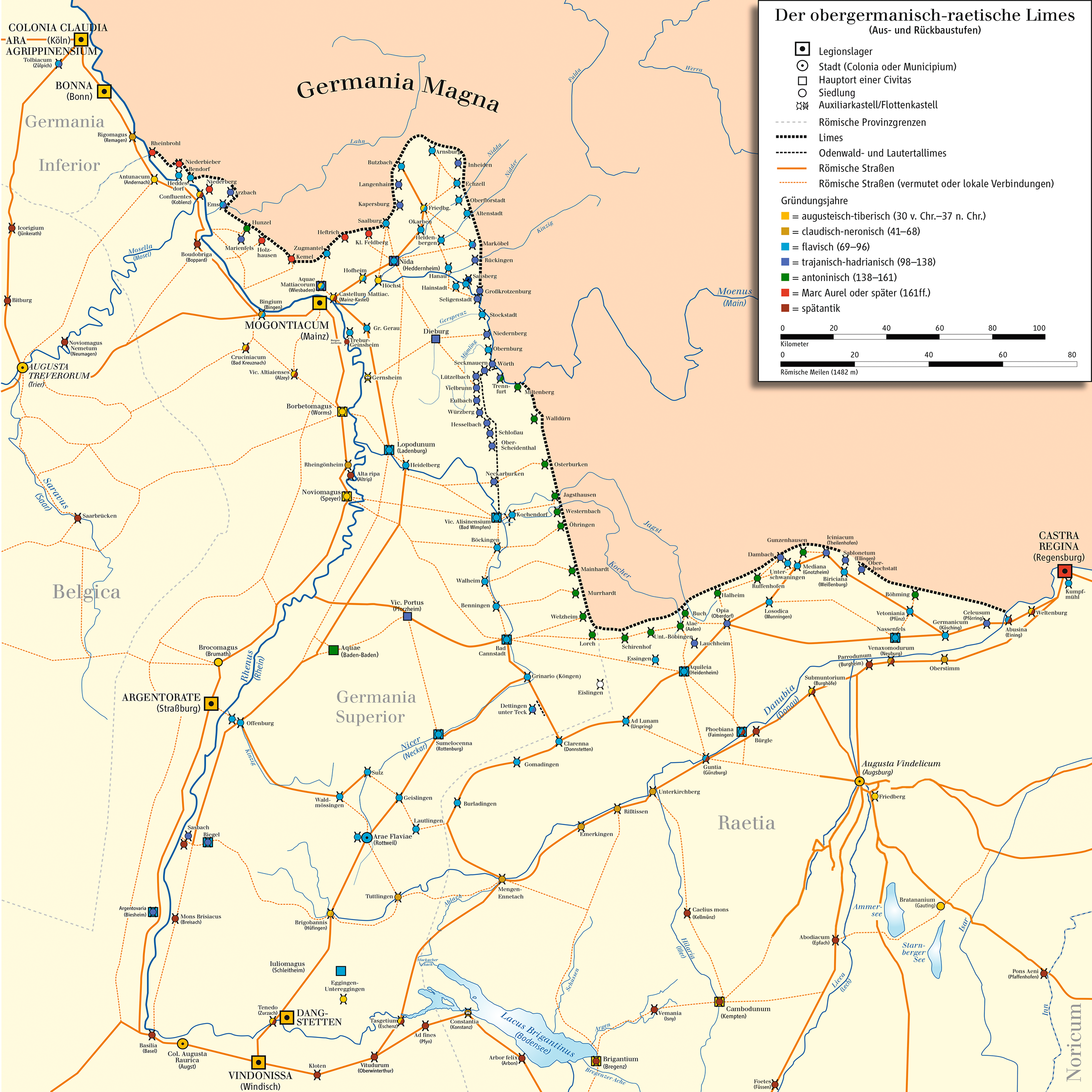
لیمس ژرمنی-رائتیان بالا میان راین و دانوب
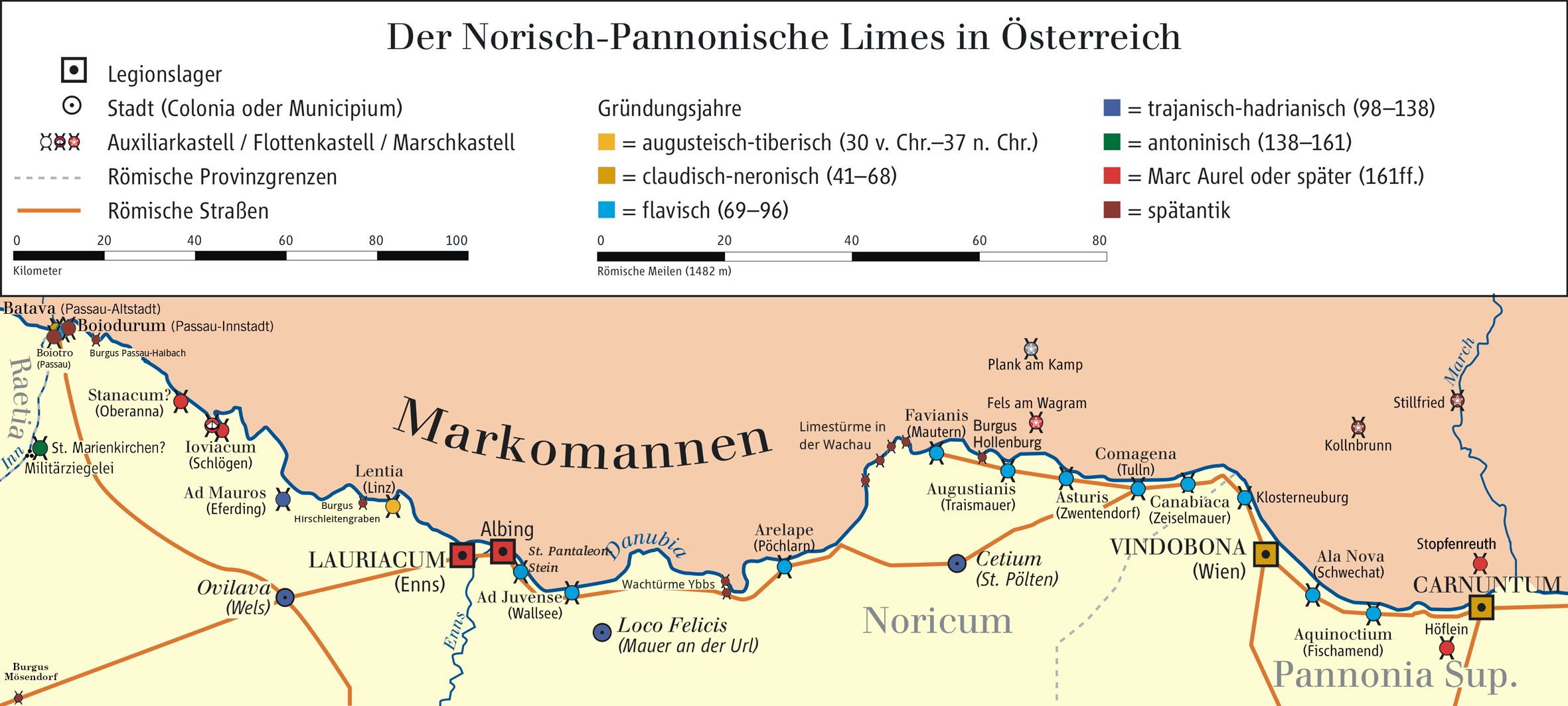
لیمس نوریک-پانونیا در اتریش امروزی
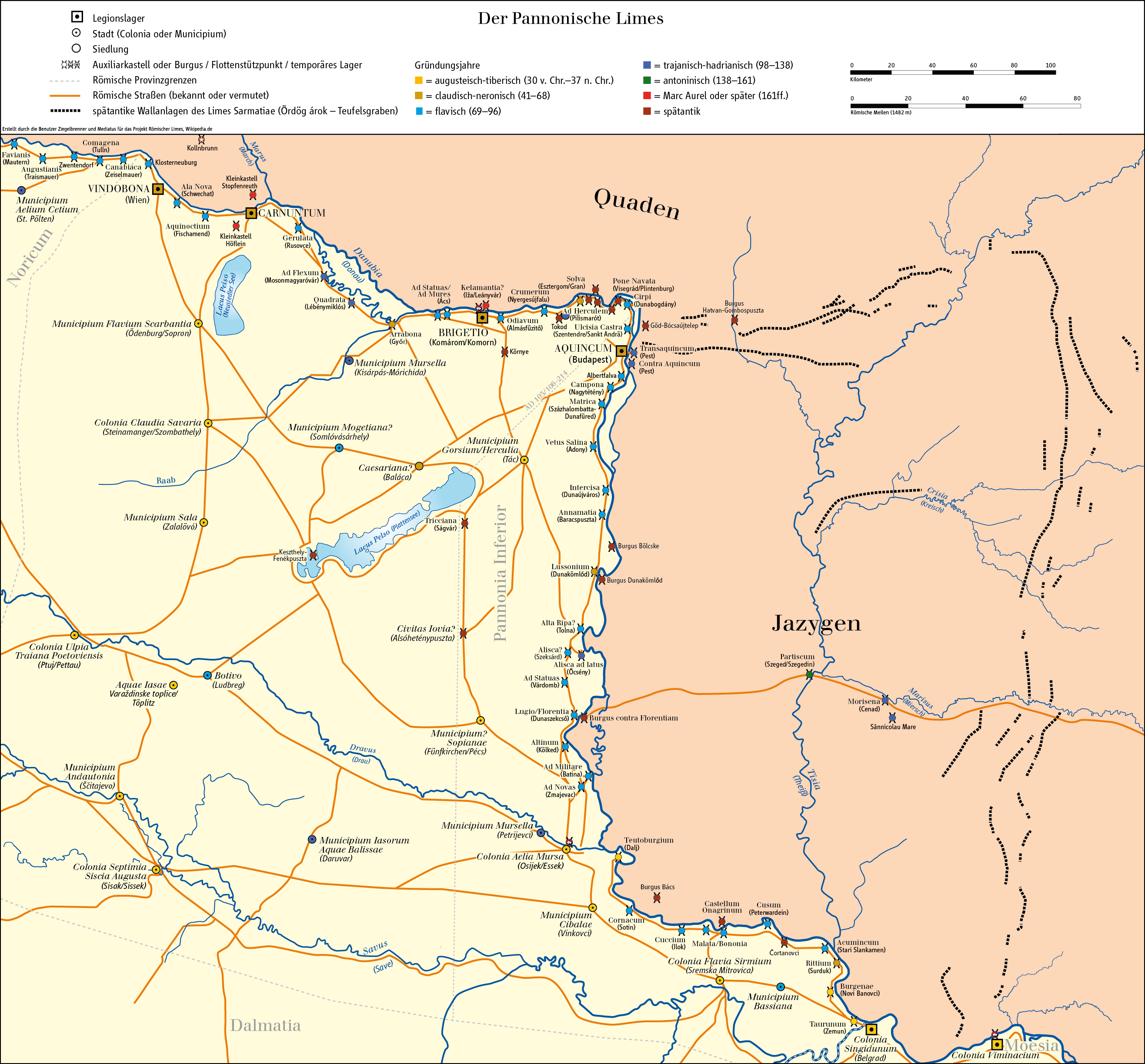
لیمس پانونیا در اسلواکی، مجارستان، کرواسی و صربستان امروزی
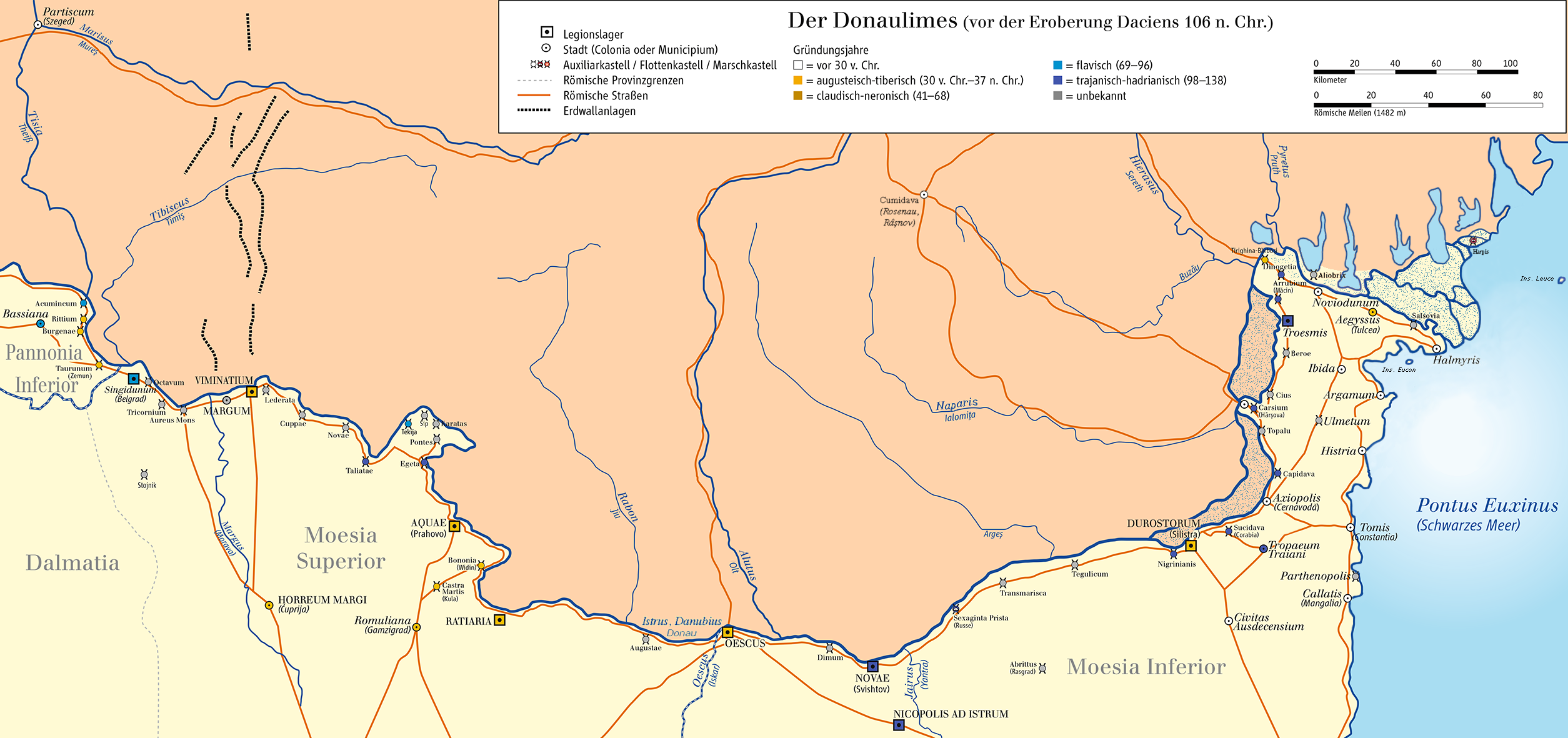
لیمس موئسیایی در بلغارستان و رومانی امروزی

## آلمان و اتریش

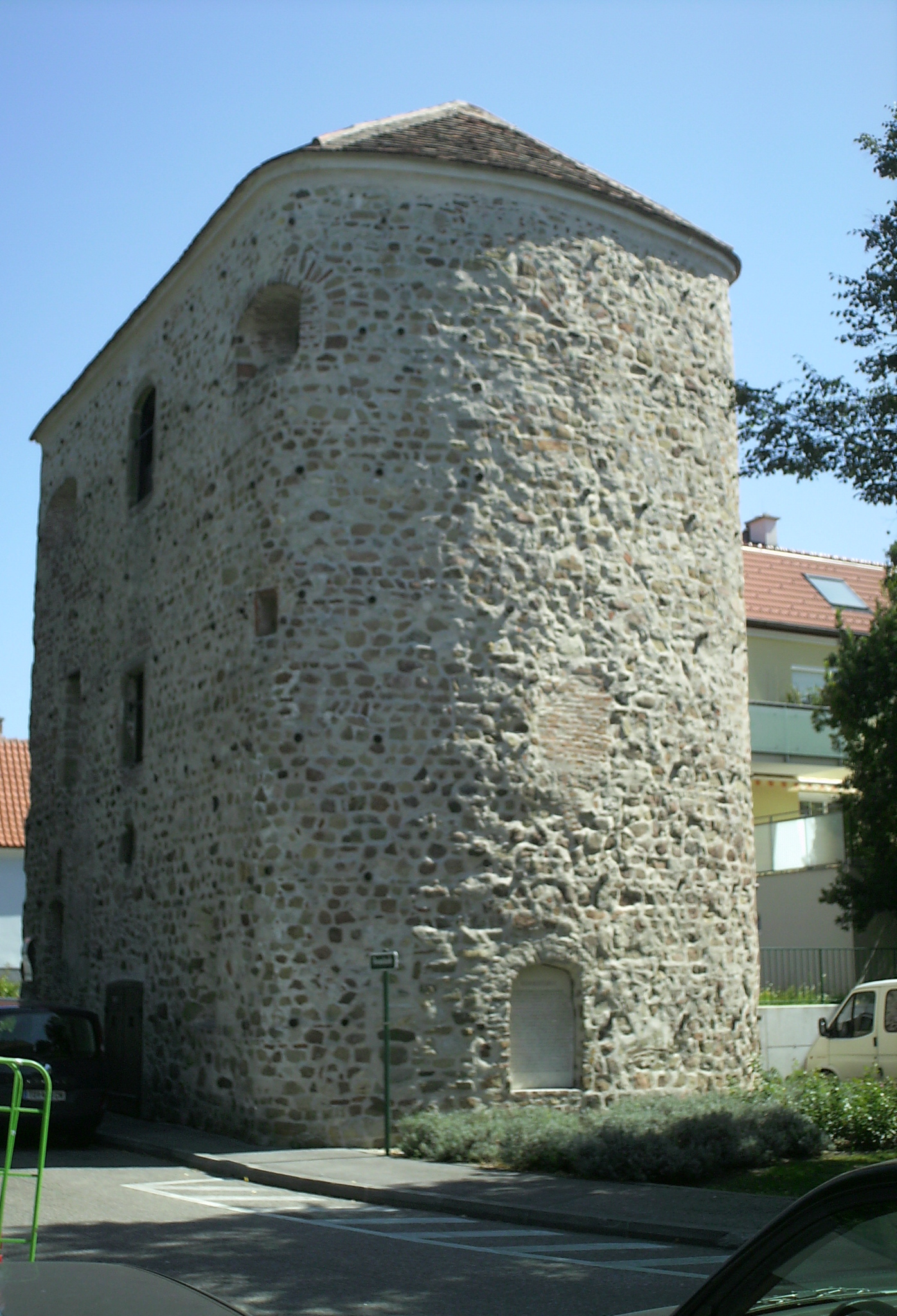
برج سالز در تولن

قدیمی‌ترین پایگاه رومیان در اتریش پترونل-کارنونتوم نام دارد. در ۱۴ کیلومتری غرب آن هم یک دژ در نزدیکی هایباخ اودر دنو در اوبراسترایش ساخته شده‌است. در آن زمان لیمس از وین تا لینتس ادامه داشت.
از آنجایی که وجود دانوب همیشه نمی‌توانست محافظت‌های لازم را به وجود بیاورد سرپل‌هایی در شمال رود برای مقابله با مارکومان‌ها ایجاد شده بود اما در زمان کومودوس که پسر مارکوس آئورلیوس بود این سرپل‌ها از میان رفتند و نوار مرگ ۷ کیلومتری در جوار رود دانوب ایجاد شد.
در زمان والنتینیان یکم پایگاه‌ها و دژهای موجود با جدیدترین امکانات و بر اساس تاکتیک‌های نظامی نوین بازسازی شدند. دیوارها ضخیم‌تر و گودال‌های دفاعیترمیم شدند به علاوه اینکه برجهایی در طول دیوارها ایجاد شدند. این استحکامات یکصد سال دیگر و تا فروپاشی روم غربی وجود داشتند. پایگاه‌های قسمت پایینی رود دانوب در زمان آناستاسیوس یکم و ژوستینین یکم مورد بازسازی قرار گرفتند و در زمان لشکرکشی موریس به بالکان و جانشینش فوکاس به عنوان پایگاه‌هایی برای عملیات استفاده می‌شدند و حتی بعضی از پایگاه‌ها در موئسیا تا زمان حمله بلغارها در ۶۷۹ وجود داشتند.
قسمت‌هایی از برج‌های دفاعی در این نواحی باقی مانده‌است: روساتس آرنسدروف در اتریش پایین، موترن آندر دنو، ترایسمور، تولن، زایسلمور ولفاسینگ و یک برج دیدبانی در نزدیکی لینتس.

## پانونیای پایین

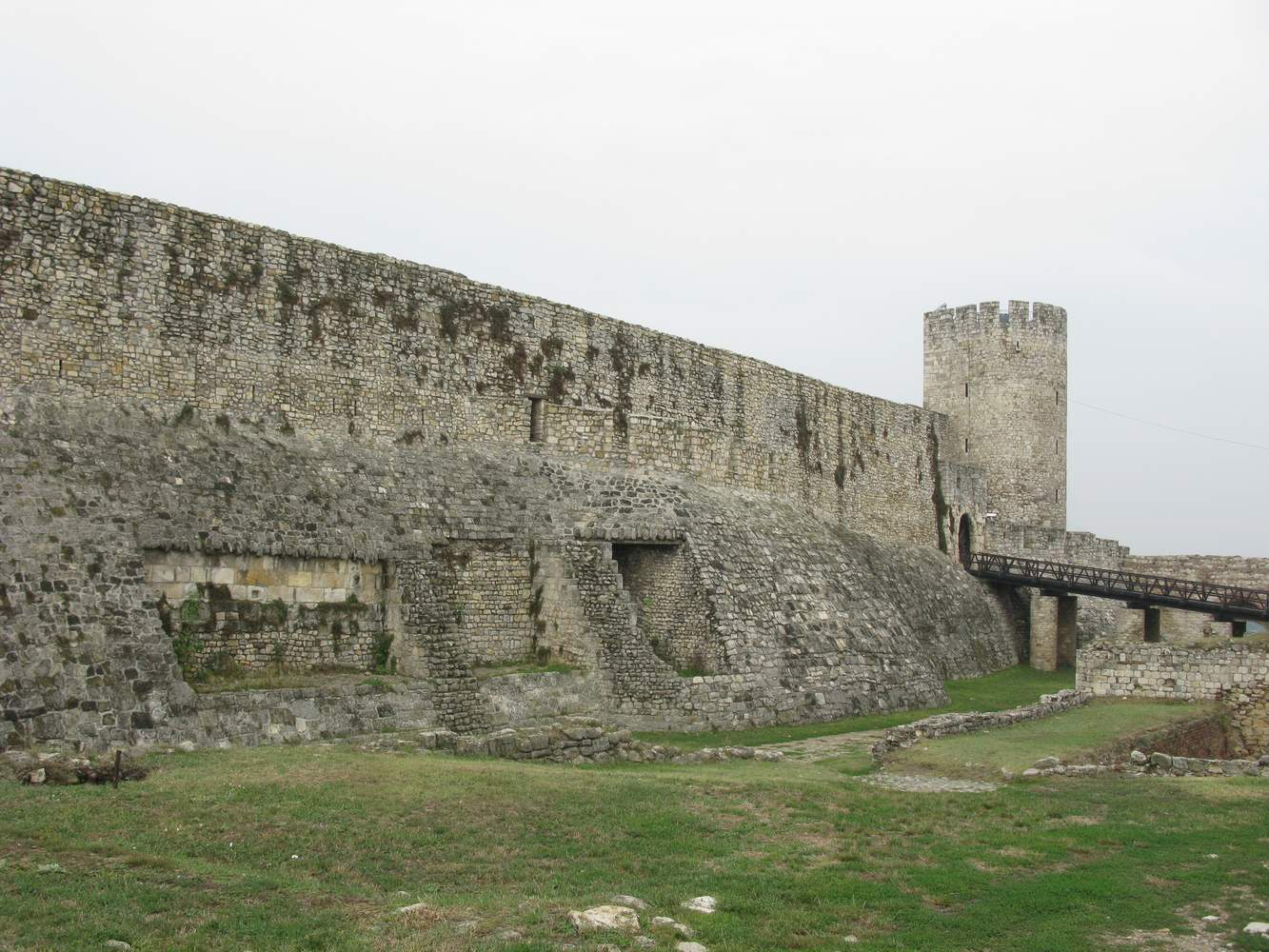
باقی‌مانده یک پایگاه رومی در دژ بلگراد

امپراتور تراژان در سال ۱۰۳ میلادی پانونیا را به دو بخش تقسیم نمود: پانونیای بالا و پانونیای پایین. پانونیای پایین که در کرانه شرقی رود دانوب قرار داشت امروز شامل کشورهای مجارستان، صربستان، کرواسی و بوسنی و هرزگوین می‌شود که در آن یادگارهای بسیاری از شهرها و پایگاه‌های رومی قرار دارد.

## دانوب پایین

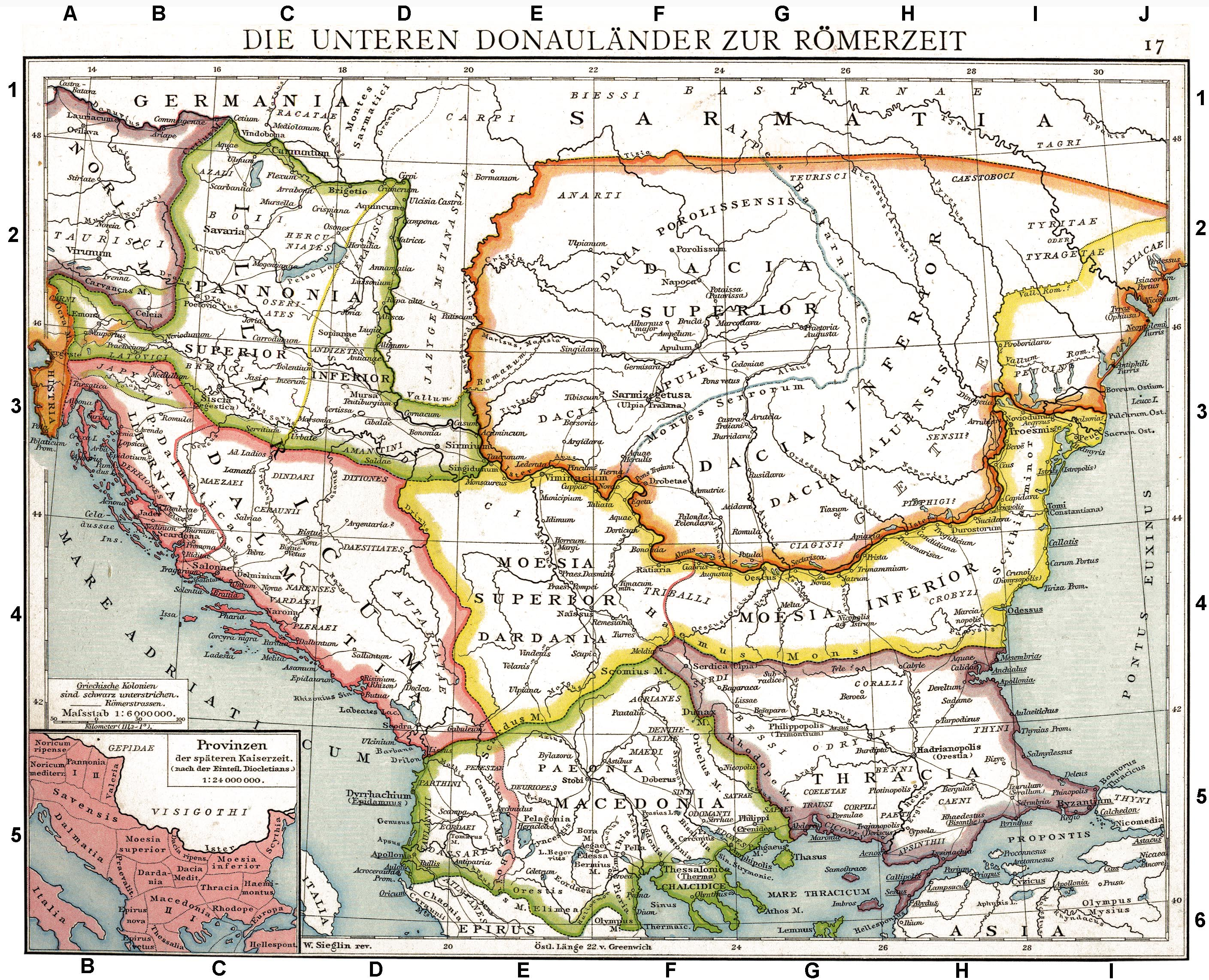
ایالت‌های رومی در امتداد دانوب

نقشه‌ای از لیمس دانوب پایین در قرن ۶ میلادی با جانمایی ایالت‌ها، شهرها و جاده‌ها

در دانوب پایین که امروزه کشورهای بلغارستان و رومانی را شامل می‌شود طی قرن اول پس از میلاد در دوران تیبریوس کاسترومها، جاده‌ها، دژها، پایگاه‌ها و اقامتگاه‌های دائمی برای لژیون‌های بازنشسته رومی در اطراف رود دانوب ایجاد شدند.